# Krojanty (wieś)
Krojanty (kaszub. Krojantë) – wieś w Polsce położona w województwie pomorskim, w powiecie chojnickim, w gminie Chojnice. Połączenie z centrum Chojnic umożliwiają autobusy komunikacji miejskiej (linia nr 4) oraz PKS. Stacja kolejowa PKP „Krojanty” na trasie linii kolejowej Chojnice – Starogard Gdański – Tczew znajduje się w odległości 1,5 kilometra na wschód w granicach miejscowości Jabłonka.
W latach 1975–1998 miejscowość administracyjnie należała do województwa bydgoskiego.

## Części wsi

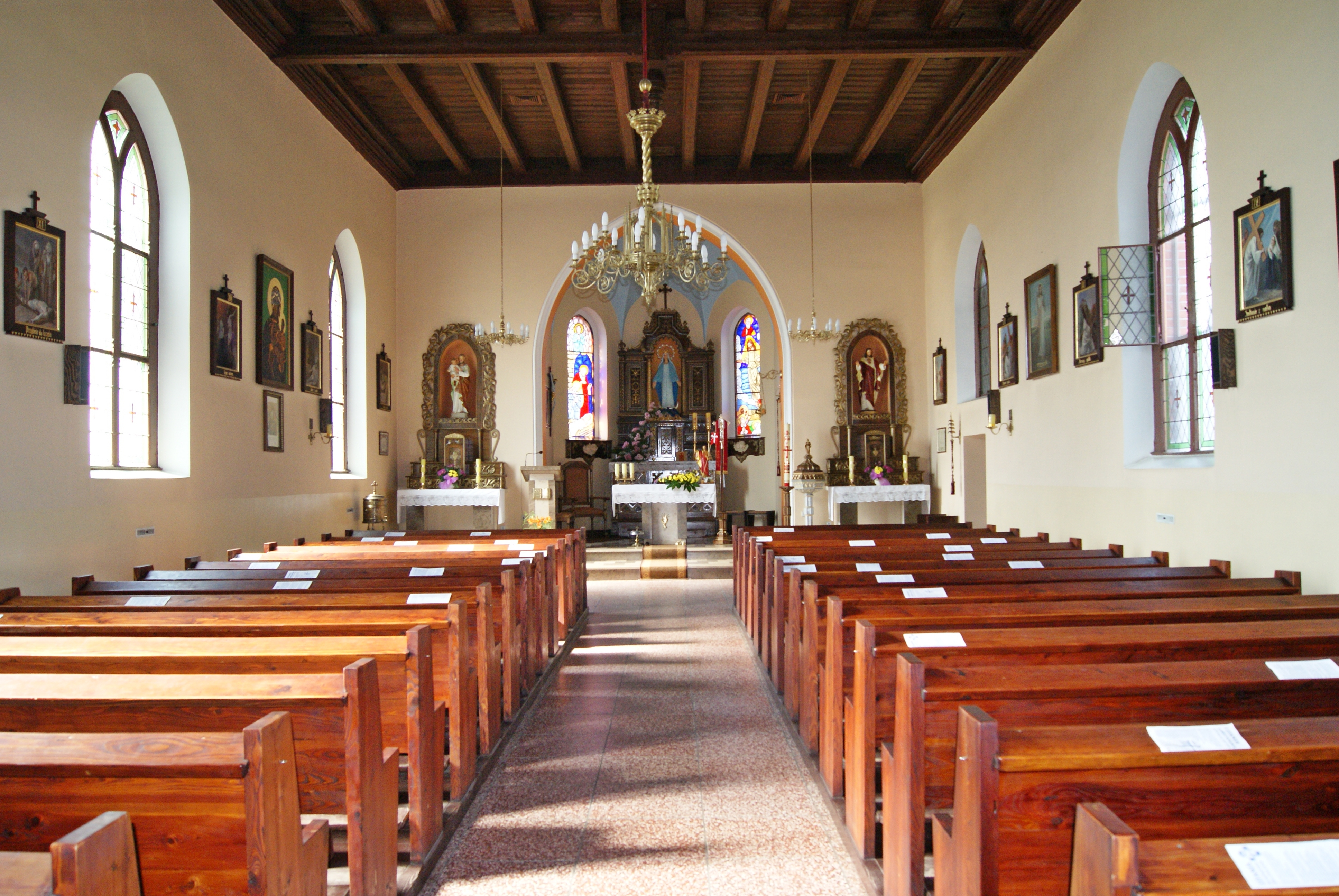
Wnętrze kościoła

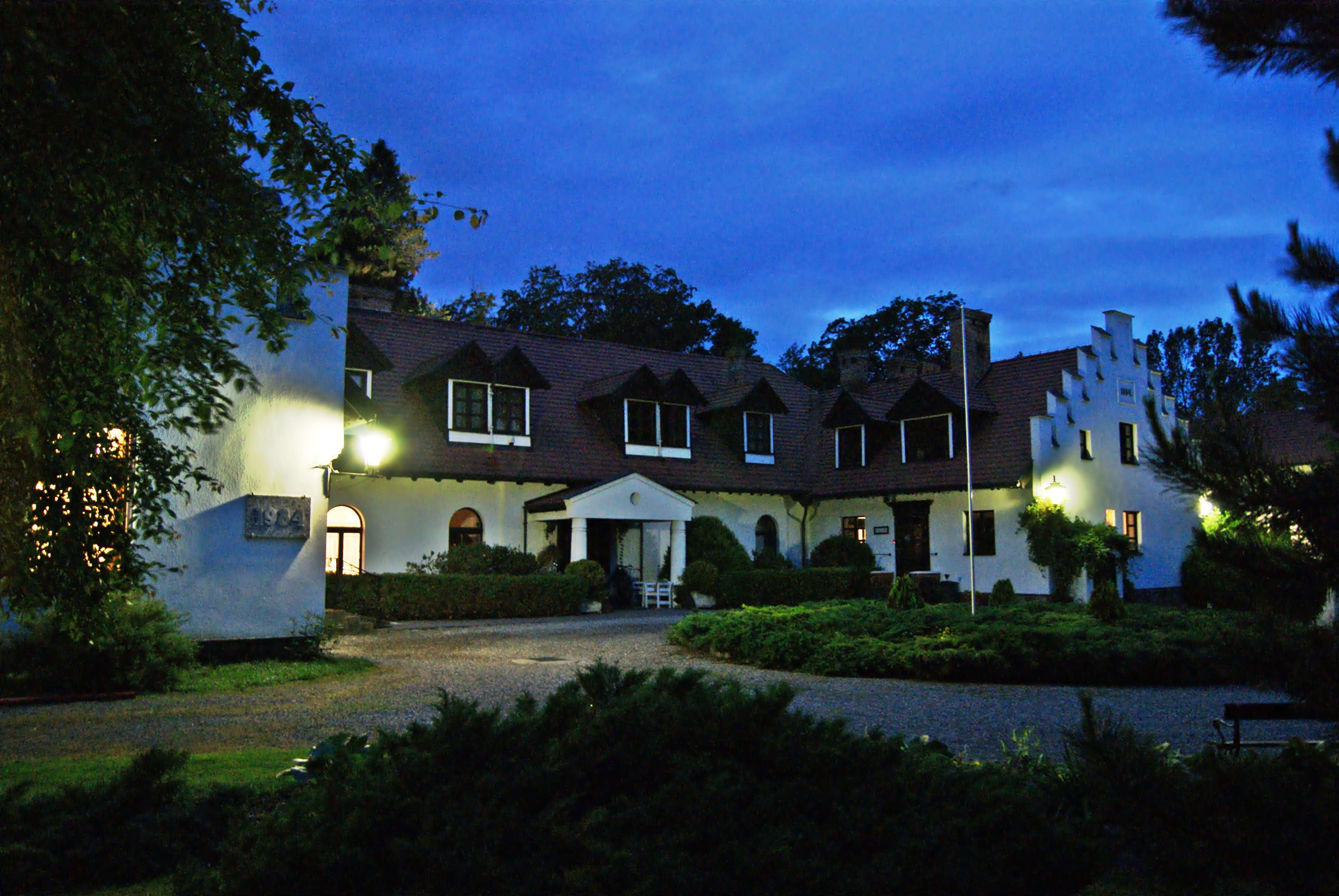
Zespół dworski

| SIMC    | Nazwa                  | Rodzaj    |
| ------- | ---------------------- | --------- |
| 1014091 | Jabłonka               | część wsi |
| 0081694 | Pod Kolej              | część wsi |
| 0081702 | Pod Pawłowo            | część wsi |
| 0081719 | Wybudowania Krojanckie | część wsi |

## Historia
W 1317 roku wielki mistrz krzyżacki Karol z Trewiru wydał przywilej na osadzenie dóbr zbenińskich do których należały również Krojanty. W 1357 roku Krojanty nabył Mateusz z Wormditt – mieszczanin chojnicki, a przedtem notariusz na zamku w Człuchowie. W późniejszych wiekach wieś należała do szlacheckich rodzin Lewald, Jackowskich i Wejherów. W 1778 roku klucz krojancki nabył Jakub Szur Lipiński. Na początku XIX wieku Szur-Lipiński wybudował klasycystyczny dwór. W 1821 roku w posiadanie Krojant wszedł bank w Berlinie. W 1883 roku Ryszard Eckardestein ufundował neogotycki kościół ewangelicki. W okresie międzywojennym dwór kupił Alojzy Pruszak. W 1936 roku utworzona została parafia katolicka. 1 września na terenie wioski miała miejsce Bitwa pod Krojantami. Bitwa została stoczona pomiędzy wojskiem polskim a niemieckim w ramach kampanii wrześniowej. W czasie okupacji hitlerowskiej kościół na powrót użytkowali protestanci. W latach 80 XX wieku dwór nabyli Grażyna i Tomasz Winieccy, którzy rozbudowali obiekt i przeznaczyli jego część na prywatną klinikę rehabilitacyjną. W 2008 roku miejscowość liczyła 502 mieszkańców.
30 września 2021 w wyniku pożaru spłonęła niemal cała część produkcyjna (o pow. ok. 2 tys. m kw.) znajdującej się w miejscowości wytwórni łodzi. W 2021 roku miejscowość liczyła 591 mieszkańców.

## Zabytki
Według rejestru zabytków NID na listę zabytków wpisane są:
- kościół ewangelicki, obecnie rzymskokatolicki parafialny pw. Niepokalanego Poczęcia NMP, 1892, 1945, 1996, nr rej.: A/482/1 z 3.03.1997, świątynia neogotycka z wieżą i narożnymi pinaklami[9]
- zespół dworski, 1884, 1980, nr rej.: 129/A z 15.11.1984: eklektyczny, parterowy dwór, trzyskrzydłowy oraz park z aleją, w parku statua konia.